# Корпусний генерал

Погон корпусного генерала французьких сухопутних військ

Корпусний генера́л або генера́л корпусу — військове звання вищого командного складу збройних сил низки країн. Вперше з'явилося у Франції після Першої світової війни. У французькій армії військове звання «корпусного генерала» (фр. Général de corps d'armée) є посадовим званням, яке вище за військове звання «дивізійного генерала» (фр. Général de division) і нижче за військове звання «армійського генерала» (фр. Général d'armée). Знаками розрізнення корпусного генерала на погонах є чотири срібні зірочки, розміщені у формі ромба.
Звання «корпусний генерал» умовно можливо дорівняти до військового звання генерал-лейтенант.

## Знаки розрізнення чина (військового звання) корпусного генерала в деяких країнах світу

Франція: Général de corps d'armée
Франція: Général de corps aérien
Італія: Generale di corpo d'armata
Італія: generale di corpo d'armata dell'Arma dei Carabinieri